# Фраунгоферовы линии

Фраунгоферовы линии поглощения на фоне непрерывного спектра фотосферы Солнца

Оптический спектр рассеяния голубого ясного неба. На фоне непрерывного спектра видны линии поглощения Фраунгофера и полосы поглощения водяного пара

Фраунго́феровы ли́нии — линии поглощения, видимые на фоне непрерывного спектра звёзд. Были открыты в 1802 году английским физиком и химиком Уильямом Волластоном и исследованы и подробно описаны немецким физиком Йозефом Фраунгофером в 1814 году при спектроскопических наблюдениях Солнца. Фраунгофер выделил и обозначил 574 линии, причём сильные линии получили буквенные обозначения от A до K, а более слабые были обозначены оставшимися буквами. В настоящее время астрономы выделяют в спектре Солнца тысячи фраунгоферовых линий.
Фраунгоферов спектр позволяет судить о химическом составе звёздных атмосфер, так как в 1859 году Кирхгоф и Бунзен доказали, что спектральные линии однозначно характеризуют химические элементы, их излучающие. Так, было показано, что в атмосфере Солнца присутствуют водород, железо, хром, кальций, натрий и др. в разных стадиях ионизации. Именно на Солнце спектроскопическими методами был открыт гелий.

## Обозначения линий
В настоящее время спектральные линии обозначаются длиной волны и химическим элементом, которому они принадлежат. Например, Fe I 4383,547 Å обозначает линию нейтрального железа с длиной волны 4383,547 Å. Но для наиболее сильных линий сохранились обозначения, введённые ещё Фраунгофером. Так, самые сильные линии солнечного спектра — линии H и K ионизованного кальция.
| Обозначение | Элемент или соединение | Длина волны (Å) | Обозначение | Элемент | Длина волны (Å) |
| y           | O2                     | 8987,65         | c           | Fe      | 4957,61         |
| Z           | O2                     | 8226,96         | F           | Hβ      | 4861,34         |
| A           | O2                     | 7593,70         | d           | Fe      | 4668,14         |
| B           | O2                     | 6867,19         | e           | Fe      | 4383,55         |
| C           | Hα                     | 6562,81         | G'          | Hγ      | 4340,47         |
| a           | O2                     | 6276,61         | G           | Fe      | 4307,90         |
| D1          | Na                     | 5895,92         | G           | Ca      | 4307,74         |
| D2          | Na                     | 5889,95         | h           | Hδ      | 4101,75         |
| D3 или d    | He                     | 5875,618        | H           | Ca II   | 3968,47         |
| e           | Hg                     | 5460,73         | K           | Ca II   | 3933,68         |
| E2          | Fe                     | 5270,39         | L           | Fe      | 3820,44         |
| b1          | Mg                     | 5183,62         | N           | Fe      | 3581,21         |
| b2          | Mg                     | 5172,70         | P           | Ti II   | 3361,12         |
| b3          | Fe                     | 5168,91         | T           | Fe      | 3021,08         |
| b4          | Fe                     | 5167,51         | t           | Ni      | 2994,44         |
| b4          | Mg                     | 5167,33         |             |         |                 |

В таблице символами Hα, Hβ, Hγ и Hδ обозначены первые четыре линии бальмеровской серии атома водорода. Линии D1 и D2 — это широко известный «натриевый дублет», пара хорошо различимых солнечных линий.
Следует заметить, что в литературе имеются противоречия в некоторых обозначениях линий. Так, символом d обозначают как синюю линию железа 4668,14 Å, так и жёлтую линию гелия (обозначаемую также D3) 5875,618 Å. Линия e может принадлежать как железу, так и ртути. Чтобы уйти от двусмысленности, необходимо всегда указывать элемент, которому принадлежит линия, например, «линия e ртути».

## Упоминания в культуре
Фраунгоферова линия упоминается в известном романе «Мы» русского писателя первой половины XX века Е. И. Замятина в сцене прослушивания героем Д-503 музыки Единого Государства: «Хрустальные хроматические ступени сходящихся и расходящихся бесконечных рядов — и суммирующие аккорды формул Тэйлора, Маклорена; целотонные, квадратногрузные ходы Пифагоровых штанов; грустные мелодии затухающе-колебательного движения; переменяющиеся фраунгоферовыми линиями пауз яркие такты — спектральный анализ планет…»
В научно-фантастической повести Артура Конан Дойля «Отравленный пояс» сообщение об аномальном поведении фраунгоферовых линий стало одним из ключевых элементов сюжета.